# Francis Anscombe
Francis John "Frank" Anscombe est un statisticien britannique né le 13 mai 1918 à Hove (Sussex) et mort le 17 octobre 2001. Il est connu pour avoir donné son nom au quartet d'Anscombe, un jeu de données artificiel montrant les pièges de la régression linéaire et l'intérêt de la visualisation de données (Anscombe 1973). Il est aussi connu pour ses travaux sur la transformée d'Anscombe (en) qui permet de transformer une variable aléatoire suivant une loi de Poisson en une variable aléatoire gaussienne
En économie, il a notamment travaillé avec Robert Aumann sur la définition des probabilités subjectives (Anscombe et Aumann 1963).
Il est le beau-frère de John Tukey.

## Publications
- (en) F. J. Anscombe, « Graphs in Statistical Analysis », The American Statistician, vol. 27, no 1,‎ 1973, p. 17-21 (DOI 10.1080/00031305.1973.10478966, JSTOR 2682899)
- (en) F. J. Anscombe et R. J. Aumann, « A Definition of Subjective Probability », Ann. Math. Statist., vol. 34, no 1,‎ 1963, p. 199-205 (DOI 10.1214/aoms/1177704255, lire en ligne)